# Huaneng Power International

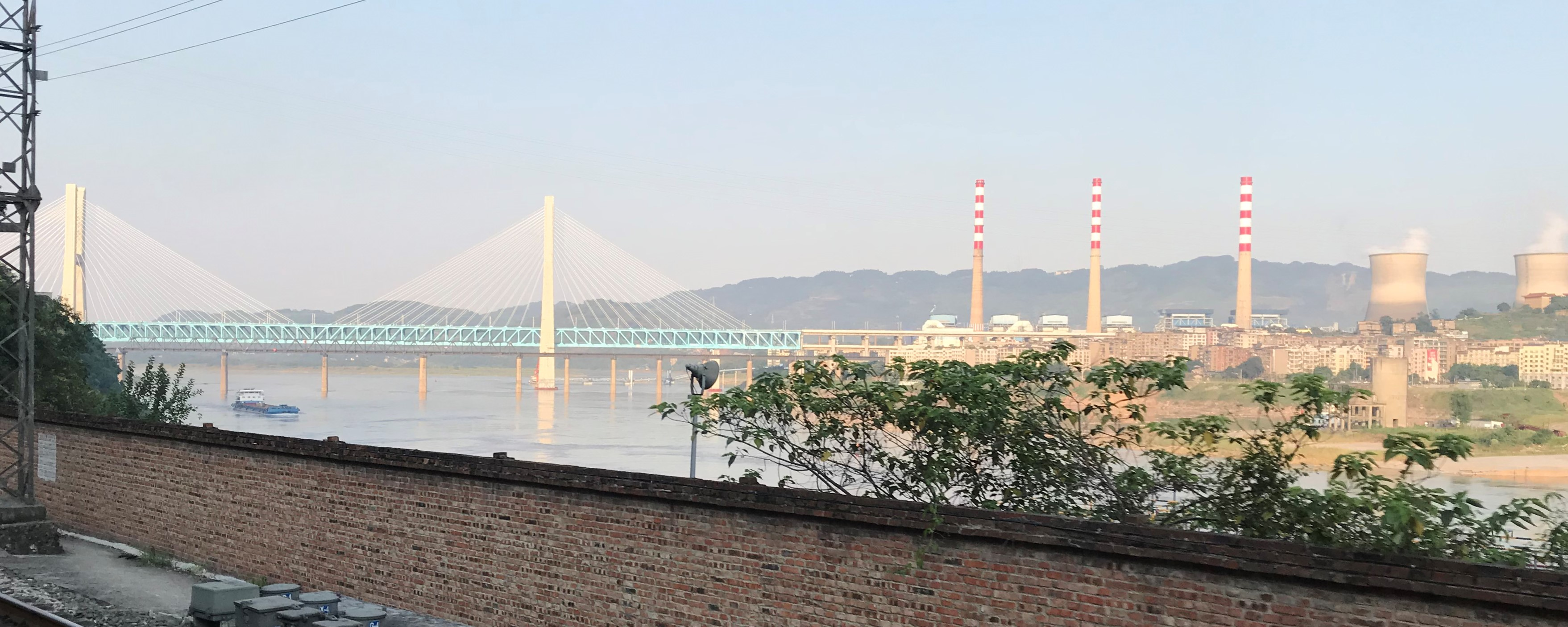
Электростанция в Чунцине

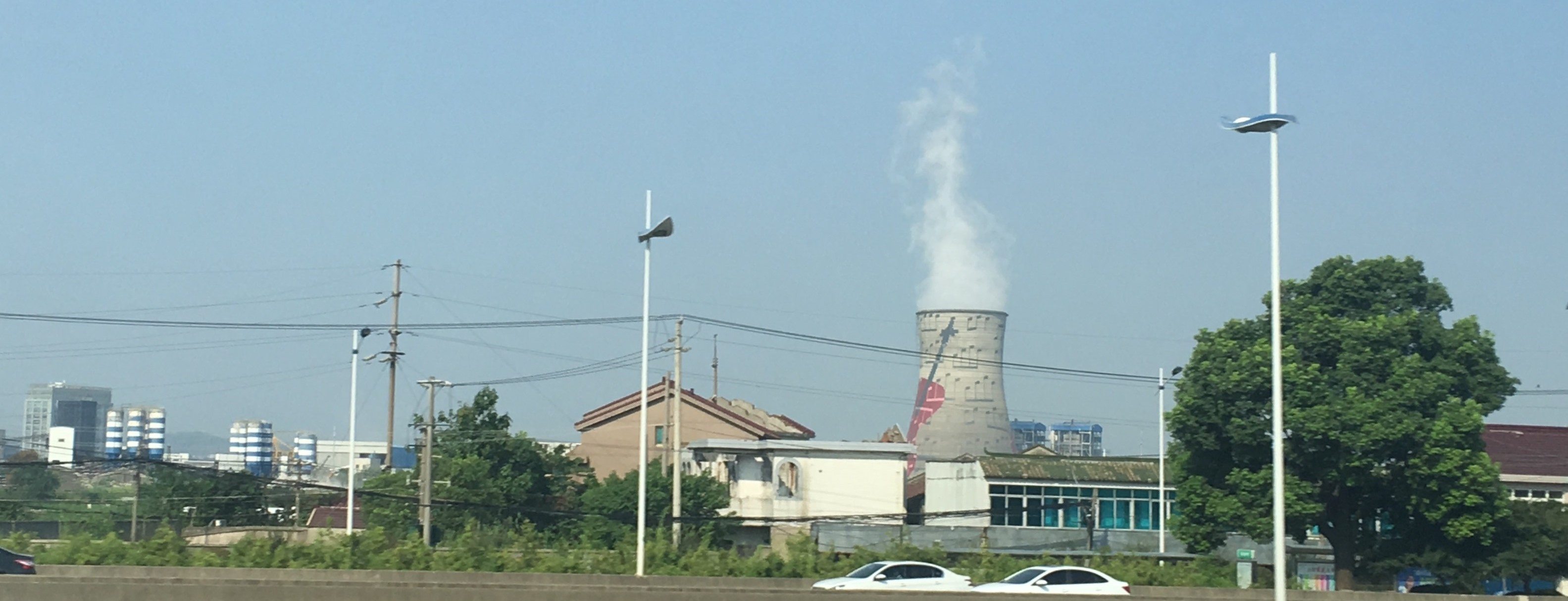
Электростанция в Сучжоу

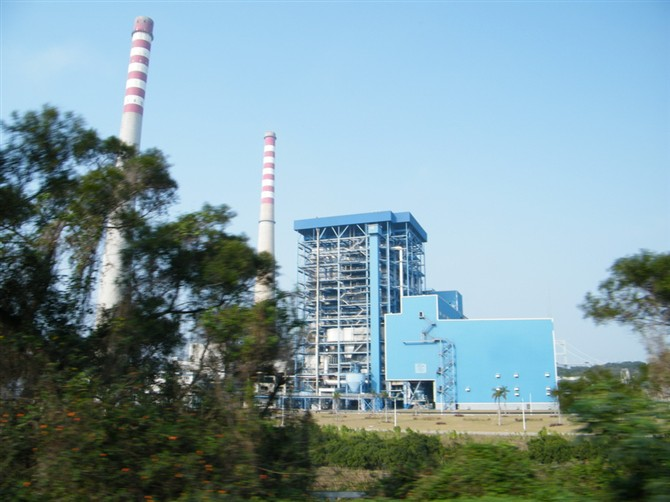
Электростанция в Шаньтоу

Huaneng Power International — китайская энергетическая компания, один из крупнейших производителей электроэнергии в КНР, также работает в Сингапуре и Пакистане. Штаб-квартира расположена в Пекине. Генерирующие мощности компании на 2020 год составляли 98,9 ГВт, производство энергии за год — 404 млн кВт•часов. В списке крупнейших компаний мира Forbes Global 2000 за 2021 год Huaneng Power заняла 985-е место (398-е по размеру выручки и 534-е по активам).

## История
Совместное предприятие Huaneng International Power Development Corporation было основано в 1985 году. Его дочерняя компания, Huaneng Power International, была зарегистрирована 30 июня 1994 года года. В октябре того же года американские депозитарные расписки компании были размещены на Нью-Йоркской фондовой бирже. В январе 1998 года акции были размещены на Гонконгской фондовой бирже, а в ноябре 2001 года — также и Шанхайской фондовой бирже.

## Акционеры
Крупнейшим акционером Huaneng Power является China Huaneng Group, ей принадлежит 46,43 % акций; группа, в свою очередь, контролируется Государственным советом КНР. Номинальным держателем 26,15 % акций является клиринговая компания HKSCC.

## Деятельность
За 2020 год компанией Huaneng Power International в КНР было выработано 404 млн кВт•часов электроэнергии, продано 380 млн кВт•часов, объём теплоснабжения составил 263 млн ГДж. Себестоимость 1 МВт•часа составила 209 юаней. В Сингапуре Huaneng Power работает через дочернюю компанию Tuas Power, которая занимает около 21 % рынка страны с генерирующими мощностями 2 ГВт. С 2018 года в городе Сахивал (Пакистан) работает тепловая электростанция Sahiwal Coal Power. 
Большинство электростанций Huaneng Power работает на угле (включая Сингапур и Пакистан), на некоторых используется природный газ. Около 10 % электроэнергии дают ветрогенераторы и солнечные электростанции. Также компании принадлежат две гидроэлектростанции — в провинции Хайнань мощностью 80 МВт и в провинции Юньнань (Lancang River Hydropower). 
Компания работает в основном в восточной части КНР, наибольшее значение имеют провинции Шаньдун (общая мощность электростанций — 21,1 ГВт), Цзянсу (10,9 ГВт), Хэнань (7,8 ГВт), Гуандун (6,3 ГВт), Чжэцзян (5,8 ГВт), Ляонин (5,1 ГВт) и город Шанхай (5 ГВт).
Выручка за 2020 год составила 169,4 млрд юаней, из расходов основная часть пришлась на топливо — 89 млрд юаней, износ оборудования — 22,1 млрд юаней, расходы на персонал — 14,5 млрд юаней. На зарубежную деятельность пришлось 9 % выручки компании.